# Guido Albertelli
Guido Albertelli (Parma, 24 gennaio 1867 – Roma, 29 settembre 1938) è stato un ingegnere, progettista e politico italiano, tra i fondatori, nel 1892, del Partito dei Lavoratori Italiani.

## Biografia
Di modeste origini (era figlio di un fabbro) seguì studi tecnici e si laureò in ingegneria all'università di Bologna. Si occupò principalmente di ingegneria idraulica e urbanistica, progettando acquedotti, bonifiche e piani regolatori edilizi. Pubblicò studi sulle acque salienti e sulla formazione idrogeologica della valle del Po e della Sicilia.
Si devono a lui il progetto del nuovo acquedotto di Parma, della fabbrica del ghiaccio di Parma e di vari acquedotti in Sicilia. Il paese di Carlentini gli concesse nel 1912 la cittadinanza onoraria e gli intitolò una piazza per aver costruito, in quattro anni di lavoro, l'acquedotto che portava l'acqua al paese.
Entrato in politica, fu tra i fondatori del Partito dei Lavoratori Italiani al congresso di Genova del 1892, e partecipò a tutti i successivi congressi fino al fascismo. Fu anche tra i fondatori della Camera del lavoro di Parma (1893) e svolse un'intensa attività di organizzazione dei lavoratori,  specie tra i contadini della Bassa parmense. Di idee riformiste, respinse il massimalismo, pronunciandosi a favore di alleanze strategiche con gli altri partiti della sinistra.

Il collaudo del ponte Littorio, poi ribattezzato nel dopo guerra in ponte Albertelli tra Colorno e Mezzani

Fu eletto al Parlamento del Regno d'Italia per il collegio di Parma nord nella XXI Legislatura (1900-1902) e nella XXIV e XXV Legislatura (1913-1921).
Durante la prima guerra mondiale assunse posizioni neutraliste e tale atteggiamento gli costò qualche pubblica manifestazione ostile da parte anche di alcuni suoi elettori. In parlamento fu però molto ben considerato, contando tra i suoi estimatori Agostino Berenini, Filippo Turati, Claudio Treves e Camillo Prampolini.
Fu eletto più volte consigliere comunale e provinciale di Parma. Nelle elezioni del 1921 fu sconfitto dal nuovo capo carismatico delle masse popolari parmigiane, Guido Picelli. Nel 1925 sfuggì a stento ad un attentato tesogli dai fascisti, durante il quale la sua casa e lo studio di Borgo Tommasini furono distrutti, e fu costretto a trasferirsi con la famiglia a Roma, a suo dire "in esilio", dove morì nel 1938.
Si sposò con Angiolina Gabrielli, laureata in lettere a Bologna con  Giosuè Carducci e insegnante di italiano alle Scuole Magistrali di Parma. Ebbero tre figli, ai quali venne dato il nome di eroi garibaldini: Nullo, Ippolito Nievo e Pilo. Nullo (1900-1968) fu un valente ingegnere e collaborò con il padre a diversi progetti; Ippolito Nievo (1901-1938) fu un celebre violoncellista; Pilo (1907-1944), filosofo e attivista antifascista, fu ucciso dai nazisti nell'eccidio delle Fosse Ardeatine.
A Parma gli è intitolata, assieme al figlio Pilo, strada Guido e Pilo Albertelli, una via che collega via Garibaldi a via Verdi. Progettò il ponte del Littorio, sul fiume Parma tra Colorno e Mezzano Superiore. Inaugurato nel 1932, nel dopoguerra venne rinominato Ponte Albertelli.